# Маматкулова, Юлдуз Расуловна
Юлдуз Маматкулова (род. 27 октября 1987 года) — казахстанская спортсменка-боксёр, серебряный призёр чемпионата мира 2012 года.

## Карьера
Воспитанница жамбульского бокса. Тренируется у М. К. Айтжанова.
На чемпионате мира 2012 года стала вице-чемпионом в категории свыше 81 кг. Заслуженный мастер спорта Республики Казахстан. На последующих чемпионатах выступала заметно слабее, не доходя до медалей.